# Rainer Kimmig (Mediziner)
Rainer Kimmig (* 30. Juni 1959 in Stuttgart) ist ein deutscher Wissenschaftler, Frauenarzt und Geburtshelfer.

## Leben und Wirken
Rainer Kimmig wuchs als ältester Sohn der Ärztin Ursula Kimmig geb. Faehndrich und des Frauenarztes Klaus Kimmig, Sohn des Juristen Rudolf Kimmig und Enkel des Arztes und Parlamentariers Gustav Kimmig wie auch sein Neffe, der Theaterregisseur Stephan Kimmig  in Stuttgart auf.
Er besuchte das Karls-Gymnasium Stuttgart im humanistischen Zweig und legte dort 1978 das Abitur ab. Kimmig studierte von 1978 bis 1984 Humanmedizin an der Ludwig-Maximilians-Universität München (LMU) und promovierte 1986 mit „summa cum laude“ am Institut für Physiologische Chemie der LMU-München (Adolf-Butenandt-Institut) über die Kurzzeitregulation des Leberstoffwechsels durch Glucagon.
Von 1985 bis 1986 erhielt Kimmig eine Ausbildung in Pathologie im Bundeswehrzentralkrankenhaus Koblenz, bevor er im Mai 1986 die Fachweiterbildung in Frauenheilkunde und Geburtshilfe am Klinikum Großhadern, Ludwig-Maximilians-Universität München unter der Leitung seines Lehrers Hermann Hepp begann. Kimmig absolvierte die Prüfung zum Arzt für Gynäkologie und Geburtshilfe 1991 und wurde im selben Jahr zum Oberarzt ernannt. 1999 habilitierte sich Kimmig mit dem Thema „Durchflusszytometrische DNA-Analyse solider gynäkologischer Tumoren nach Zytokeratinmarkierung zur Detektion der Tumorzellen“ und erhielt die Venia Legendi sowie die Ernennung zum Privatdozenten an der LMU. Im gleichen Jahr übernahm Kimmig die Funktion des Leitenden Oberarztes der Universitätsfrauenklinik in München-Großhadern.  
Inn diese Zeit fällt auch die Heirat mit Silke Kimmig, geb. Grotta, 1990 und die Geburt der sechs gemeinsamen Kinder von 1991 bis 1997. 
Kimmig folgte 2001 dem Ruf auf den Lehrstuhl für Frauenheilkunde und Geburtshilfe der Universität Essen, wurde zum Universitätsprofessor auf Lebenszeit ernannt und Direktor der Universitätsfrauenklinik am Universitätsklinikum Essen. Weitere Erstplatzierungen auf Berufungslisten erhielt Kimmig 2000 auf den Lehrstuhl Gynäkologie und Geburtshilfe der Ruhr-Universität Bochum und 2003 auf den Lehrstuhl Gynäkologie und Geburtshilfe der LMU. 
Neben hochqualifizierter medizinischer Versorgung waren ethische Aspekte für Kimmig stets von höchster Priorität, ganz besonders bei Entscheidungen in der Geburtshilfe an der Grenze der Lebensfähigkeit und bei Vorliegen von kindlichen oder mütterlichen Erkrankungen. Die Geburtenzahlen des Perinatalzentrums Level I am Universitätsklinikum Essen haben sich unter seiner Leitung von 2001 bereits bis 2016 verdreifacht.  
Im Bereich der gynäkologischen Onkologie wurden unter Kimmig die ersten Organzentren des Westdeutschen Tumorzentrums am Universitätsklinikum gebildet und zertifiziert (Brustzentrum, Gynäkologisches Krebszentrum). 2006 erlangte das Westdeutsche Tumorzentrum den Status eines der 13 onkologischen Spitzenzentren Deutschlands (DKH), den es bis heute innehat. Kimmig engagierte sich in den Organkommissionen Ovar und Uterus und insbesondere in der Studiengruppe der Arbeitsgemeinschaft Gynäkologische Onkologie (AGO). Er gehörte dem Council der „European Society of Gynecological Oncology“ (ESGO) von 2009 bis 2015 an, leitete vier Jahre lang deren Educational Committee und diente zwei Jahre als Vizepräsident. Die wesentlichste Errungenschaft seiner Amtszeit war die Implementierung der „e-academy“, einer selbstlernenden multimedialen e-learning Plattform für die europäische Gynäkoonkologie. 
Früh erkannte Kimmig das enorme Potential der computer-gestützten, robotisch-assistierten minimal-invasiven Präzisionschirurgie. Er gründete 2010/2011 die „Essen School of Robotic Surgery“ und übernahm die Vorreiterschaft der gynäkologischen Roboter-assistierten Chirurgie im deutschsprachigen Raum. Neben der Unterstützung des Aufbaus neuer Zentren in ganz Europa wurde die klinische Entwicklung der minimal-invasiven Operationstechniken eng durch wissenschaftliche Begleitprogramme unterstützt und die Ergebnisse in zahlreichen Publikationen und „Educational videos“ niedergelegt.
Kimmig organisierte den 6. Internationalen Kongress der „Society of European Robotic Gynaecological Surgery“ (SERGS) 2014 in Essen, 2015 zum Generalsekretär und 2017 zu deren Präsidenten für 2019 bis 2021 gewählt. 
Inhaltlich konzentrierte sich der Operateur und Wissenschaftler Kimmig auf die Implementierung und Fortentwicklung der von Michael Höckel beschriebenen Kompartmentchirurgie in der Gynäkologie. Er transponierte diese von der offenen Chirurgie auf die „Robotertechnik“ und arbeitete an deren Weiterentwicklung (vgl. u. a. Erstbeschreibung der Operationsschritte der Peritonealen Mesometrialen Resektion (PMMR) des Endometriumkarzinoms [ref. 2013] analog der Totalen Mesometrialen Resektion (TMMR) beim Zervixkarzinom).
2015 gründete Kimmig das Zentrum für ontogenetische Tumorchirurgie am Universitätsklinikum Essen, um die institutionelle Grundlage für die weitere Erforschung der Prinzipien dieses neuen Verständnisses der Tumorprogression und dessen Implikationen auf die Entwicklung therapeutischer operativer Strategien zu legen. Er hat zu diesem Zeitpunkt mehr als 500 wissenschaftliche Arbeiten publiziert. 
Für die Zeit von 2016 bis 2020 wurde Kimmig ins Council der „International Gynaecological Cancer Society“ (IGCS) als Vertreter für Europa, Afrika und den mittleren Osten gewählt.
Von 2017 bis 2019 übernimmt er den Vorsitz der Niederrheinisch-Westfälischen Gesellschaft für Gynäkologie und Geburtshilfe und ist von 2019 bis 2021 Präsident der „Society of European Robotic Gynaecological Surgery“ (SERGS).

## Spezialgebiet und Behandlungsschwerpunkte
Kimmig gilt als Vorreiter im Bereich der computer- und roboterassistierten minimalinvasiven Chirurgie und als Experte in der gynäkologischen Onkologie. 

## Wissenschaftliche Leistung
Neben der Etablierung der Roboterassistierten minimalinvasiven Chirurgie in Deutschland ist Kimmig Leiter zahlreicher klinischer Studien zur Tumorbehandlung im Bereich der Gynäkologie. Darüber hinaus ist Kimmig Autor und Co-Autor von mehr als 500 wissenschaftlichen Publikationen und zahlreicher Fachbücher im Bereich der Gynäkologischen Onkologie und minimal-invasiven Chirurgie; erstmals beschrieb Kimmig die Möglichkeit, eine komplette kompartmentale Resektion von Tumor und dessen regionalen Lymphabflussgebiets „en bloc“ unter Fluoreszenzmarkierung der Lymphabflusswege vorzunehmen. Zwei seiner Schüler wurden auf renommierte deutsche Lehrstühle berufen; 2012 Pauline Wimberger auf den Lehrstuhl für Frauenheilkunde und Geburtshilfe an der Technischen Universität Dresden und Bahriye Aktaş 2017 auf den Lehrstuhl für Frauenheilkunde der Universität Leipzig.

## Ämter und Mitgliedschaften
- Lehrstuhl für Frauenheilkunde und Geburtshilfe an der Universität Duisburg-Essen
- Direktor der Universitätsfrauenklinik Essen
- Ärztlicher Leiter des Brustzentrums Essen I am Westdeutschen Tumorzentrum (BWTZ)
- Ärztlicher Leiter des gynäkologischen Krebszentrums am WTZ Essen
- Leiter des Zentrums für ontogenetische Tumorchirurgie Essen
- Vice President and Head of Educational Committee of ESGO (2011–2015)
- President of SERGS (Society of European Robotic Gynaecological Surgery) (2019–2021)
- Council Member IGCS (International Gynecological Cancer Society) 2016–2020
- Head of “European Centre in Gynaecological Oncology” Essen
- Head of “European Training Centre for Obstetrics and Gynaecology” Essen
- Member of Faculty “European Academy of Senology”
- Member of Core Faculty of the European School of Oncology (ESO)
- Member of the “Society of Pelvic Surgeons” (SPS)

## Schriftenverzeichnis
- R. Kimmig, T. Strowitzki, J. Muller-Hocker, R. Kurzl, M. Korell, H. Hepp: Conservative treatment of endometrial cancer permitting subsequent triplet pregnancy. In: Gynecol Oncol. 58(2), 1995, S. 255–257. (Neue operative Strategien in der Onkologie)
- R. Kimmig, B. Aktas, P. Buderath, P. Wimberger, A. Iannaccone, M. Heubner: Definition of compartment-based radical surgery in uterine cancer: modified radical hysterectomy in intermediate/high-risk endometrial cancer using peritoneal mesometrial resection (PMMR) by M Hockel translated to robotic surgery. In: World J Surg Oncol. 11(1), 16. Aug 2013, S. 198.
- R. Kimmig, B. Aktas, P. Buderath, P. Rusch, M. Heubner: Intraoperative navigation in robotically assisted compartmental surgery of uterine cancer by visualisation of embryologically derived lymphatic networks with indocyanine-green (ICG). In: J Surg Oncol. 113(5), Apr 2016, S. 554–559.
- R. Kimmig, P. Buderath, P. Mach, P. Rusch, B. Aktas: Surgical treatment of early ovarian cancer with compartmental resection of regional lymphatic network and indocyanine-green-guided targeted compartmental lymphadenectomy (TCL, paraaortic part). In: J Gynecol Oncol. 28(3), Mai 2017, S. e41.
- R. Kimmig, P. Buderath, P. Rusch: Aktas Technique of ICG-guided Targeted Compartmental Pelvic Lymphadenectomy (TCL) combined with Pelvic Peritoneal Mesometrial Resection (PMMR) for locoregional control of endometrial cancer - A proposal. In: Gynecol Oncol Rep. 20, 6. Apr 2017, S. 125–126. doi:10.1016/j.gore.2017.04.002.